# Josef Böhm (kněz)
Josef Böhm, též lat. Josephus Boehm (19. června 1827 Pavlovice – 20. května 1903 Litoměřice), byl český katolický kněz, sídelní kanovník litoměřické kapituly.

## Život
Rodák z Pavlovic u České Lípy byl na kněze vysvěcen 25. června 1851. Jako kněz působil ve farnosti Království ve šluknovském výběžku. V roce 1880 byl jmenován sídelním kanovníkem litoměřické katedrální kapituly s kanonikátem königseggovský II. S jeho trvalým pobytem jako sídelního kanovníka v Litoměřicích souvisela i práce na biskupské konzistoři, kde se stal acesorem církevního soudu a examinatorem prosynodalis. Byl administrátorem chlapeckého biskupského semináře. Papež Lev XIII. jej jmenoval monsignorem (lat. Cubicularius secretus, něm. Geheimkämmerer). Na sklonku života se stal kanovníkem-seniorem a byl jmenován čestným občanem obce Fukov ve šluknovském výběžku.